# Søren Wærenskjold
Søren Wærenskjold   (Mandal, 12 de març de 2000) és un ciclista noruec, professional des del 2019. Actualment corre a l'equip Uno-X Pro Cycling Team, amb qui firmà contracte fins al 2026.
Bon contrarellotgista, en el seu palmarès destaca el Campionat del món en contrarellotge sub-23, així com el campionat nacional del 2023.

## Palmarès
- 2017
  -  Campió de Noruega de critèrium júnior
  -  Campió de Noruega de CRI per equips júnior
  - 1r a la Volta a la Baixa Saxònia júnior
  - Vencedor de 2 etapes al Gran Premi Rüebliland
- 2018
  -  Campió de Noruega en contrarellotge júnior
  -  Campió de Noruega de CRI per equips júnior
  - 1r al Saarland Trofeo i vencedor d'una etapa
  - Vencedor d'una etapa al Trofeu Centre Morbihan
- 2019
  -  Campió de Noruega de CRI per equips
- 2020
  -  Campió de Noruega de CRI per equips
  - 1r a la Volta a Rodes i vencedor de 2 etapes
- 2021
  - Vencedor d'una etapa a la Cursa de la Pau - Gran Premi Jeseníky
  - Vencedor d'una etapa al Tour de l'Avenir
- 2022
  -  Campió del món en contrarellotge sub-23
  -  Campió de Noruega en contrarellotge sub-23
  - Vencedor d'una etapa al Tour de l'Avenir
- 2023
  -  Campió de Noruega en contrarellotge
  - 1r al Tour de Poitou-Charentes i vencedor d'una etapa
  - Vencedor d'una etapa del Tour d'Aràbia Saudita
  - Vencedor d'una etapa a la Volta a Bèlgica
  - Vencedor d'una etapa a la Volta a Dinamarca
- 2024
  -  Campió de Noruega en contrarellotge
  - 1r a la Volta a Bèlgica i vencedor d'una etapa
  - 1r al Tour de Poitou-Charentes i vencedor d'una etapa
  - Vencedor d'una etapa a l'AlUla Tour
- 2025
  - Vencedor d'una etapa a l'Étoile de Bessèges
  - 1r a l'Omloop Het Nieuwsblad
  - Vencedor d'una etapa a la Volta a Dinamarca

### Resultats al Tour de França
- 2023. 140è de la classificació general
- 2024. 133è de la classificació general
- 2025. Abandona a la 10a etapa